# Kingdom Come: Deliverance II
Kingdom Come: Deliverance II è un videogioco di ruolo d'azione del 2025 sviluppato dai Warhorse Studios della Repubblica Ceca e pubblicato da Deep Silver. Sequel diretto di Kingdom Come: Deliverance (2018), il gioco è stato pubblicato per PlayStation 5, Windows e Xbox Series X/S il 4 febbraio 2025. Il gioco ha ricevuto recensioni generalmente favorevoli dalla critica e ha venduto due milioni di copie nelle sole prime due settimane dall'uscita.

## Trama
Kingdom Come: Deliverance II è ambientato nel Regno di Boemia durante il 1403, ci si ritrova quindi in un periodo di grande instabilità politica e militare. Il giocatore veste i panni di Henry, un giovane fabbro il cui destino viene stravolto dalla guerra civile scatenata dalla lotta per il trono tra il legittimo re Venceslao IV e il proprio fratellastro Sigismondo di Lussemburgo. Il protagonista si troverà quindi coinvolto in un conflitto che metterà alla prova la sua lealtà, il suo ingegno e la sua capacità di sopravvivenza. Nel corso dell'avventura sarà possibile esplorare vaste regioni della Boemia, interagire con personaggi storici realmente esistiti e prendere decisioni che influenzeranno lo sviluppo della storia e il comportamento degli abitanti del mondo di gioco.
La trama si sviluppa in modo dinamico, adattandosi alle scelte del giocatore, che potrà decidere come affrontare le diverse situazioni: con la diplomazia, l'inganno o la forza delle armi. Il gioco enfatizza il realismo, eliminando elementi fantasy e proponendo un sistema di combattimento basato su tecniche autentiche dell'epoca, rendendo ogni scontro una sfida strategica e impegnativa. Attraverso missioni principali e secondarie, intrighi politici e battaglie campali, il videogioco offre un'esperienza narrativa profonda, mettendo il giocatore di fronte a dilemmi morali e scelte con conseguenze reali, in un'epoca segnata dal caos e dalla lotta per il potere. Per rappresentare un mondo medievale realistico e coinvolgente, gli sviluppatori hanno collaborato con storici, università e musei, garantendo un'accurata ricostruzione storica.

## Modalità di gioco
Il gameplay open world si sviluppa attraverso un’esperienza in prima persona a tema medievale altamente realistica, con un sistema di combattimento basato su tecniche di scherma storiche, che richiede precisione e strategia dove le abilità di personaggio e giocatore migliorano attraverso l’uso continuo, mentre le interazioni con i PNG e il mondo di gioco influenzano la trama e le missioni. L'esplorazione è libera, con la necessità di dover gestire fame, fatica, igiene e condizioni dell’equipaggiamento. Non ci sono indicatori o aiuti moderni: l’orientamento avviene tramite mappe dettagliate e punti di riferimento nel paesaggio.

## Personaggi
- Henry di Skalitz: Il protagonista, figlio di un fabbro, divenuto uomo d’armi al servizio di Sir Radzig Kobyla, suo padre biologico. Henry guida la resistenza a favore del re imprigionato, Wenceslao IV, contro l’usurpatore re Sigismondo di Lussemburgo. Oltre al suo ruolo di emissario per Radzig, cerca vendetta personale contro Sigismondo e i suoi emissari per l’uccisione di sua madre e del padre adottivo.
- Sir Hans Capon di Pirkstein: Nobile pomposo e amico di Henry, accompagna il protagonista nel suo viaggio. La loro relazione si evolve nel corso del gioco, con la possibilità per il giocatore di sviluppare una relazione romantica tra i due.
- Sir Radzig Kobyla: Padre biologico di Henry e signore locale, guida la resistenza contro Sigismondo. È un personaggio centrale nella trama, offrendo supporto e guida a Henry nella sua missione.
- Venceslao IV: Re di Boemia e Sacro Romano Imperatore imprigionato, la cui liberazione è uno degli obiettivi principali della resistenza guidata da Henry e i suoi alleati.
- Sigismondo di Lussemburgo: Antagonista principale, re d’Ungheria e Croazia, ha usurpato il trono di Boemia imprigionando suo fratello, il re Venceslao IV. Le sue forze rappresentano la principale minaccia per Henry e i suoi alleati.
- Sir Istvan Toth: Principale antagonista del primo gioco, ritorna nel sequel. È coinvolto nelle macchinazioni politiche e militari contro Henry e i suoi alleati.
- Padre Godwin: Parroco non convenzionale, fornisce supporto morale e informazioni cruciali a Henry durante la sua missione.
- Lord Hanush di Leipa: Signore locale, offre assistenza strategica e risorse alla causa di Henry contro Sigismondo.
- Erik: Braccio destro e apparente amante di Istvan Toth, rappresenta una minaccia costante per Henry. La loro relazione aggiunge profondità alla dinamica tra gli antagonisti.
- Jan Žižka: Leader mercenario e figura storica, inizialmente si scontra con Henry ma successivamente diventa un alleato nella lotta contro le forze di Sigismondo.